# 1676 год
1676 (ты́сяча шестьсо́т се́мьдесят шесто́й) год  по григорианскому календарю — високосный год, начинающийся в среду. Это 1676 год нашей эры, 6‑й год 8‑го десятилетия XVII века 2‑го тысячелетия, 7‑й год 1670‑х годов. Он закончился 349 лет назад.
| Пн | Вт | Ср | Чт | Пт | Сб | Вс |
|    |    | 1  | 2  | 3  | 4  | 5  |
| 6  | 7  | 8  | 9  | 10 | 11 | 12 |
| 13 | 14 | 15 | 16 | 17 | 18 | 19 |
| 20 | 21 | 22 | 23 | 24 | 25 | 26 |
| 27 | 28 | 29 | 30 | 31 |    |    |

| Пн | Вт | Ср | Чт | Пт | Сб | Вс |
|    |    |    |    |    | 1  | 2  |
| 3  | 4  | 5  | 6  | 7  | 8  | 9  |
| 10 | 11 | 12 | 13 | 14 | 15 | 16 |
| 17 | 18 | 19 | 20 | 21 | 22 | 23 |
| 24 | 25 | 26 | 27 | 28 | 29 |    |

| Пн | Вт | Ср | Чт | Пт | Сб | Вс |
|    |    |    |    |    |    | 1  |
| 2  | 3  | 4  | 5  | 6  | 7  | 8  |
| 9  | 10 | 11 | 12 | 13 | 14 | 15 |
| 16 | 17 | 18 | 19 | 20 | 21 | 22 |
| 23 | 24 | 25 | 26 | 27 | 28 | 29 |
| 30 | 31 |    |    |    |    |    |

| Пн | Вт | Ср | Чт | Пт | Сб | Вс |
|    |    | 1  | 2  | 3  | 4  | 5  |
| 6  | 7  | 8  | 9  | 10 | 11 | 12 |
| 13 | 14 | 15 | 16 | 17 | 18 | 19 |
| 20 | 21 | 22 | 23 | 24 | 25 | 26 |
| 27 | 28 | 29 | 30 |    |    |    |

| Пн | Вт | Ср | Чт | Пт | Сб | Вс |
|    |    |    |    | 1  | 2  | 3  |
| 4  | 5  | 6  | 7  | 8  | 9  | 10 |
| 11 | 12 | 13 | 14 | 15 | 16 | 17 |
| 18 | 19 | 20 | 21 | 22 | 23 | 24 |
| 25 | 26 | 27 | 28 | 29 | 30 | 31 |

| Пн | Вт | Ср | Чт | Пт | Сб | Вс |
| 1  | 2  | 3  | 4  | 5  | 6  | 7  |
| 8  | 9  | 10 | 11 | 12 | 13 | 14 |
| 15 | 16 | 17 | 18 | 19 | 20 | 21 |
| 22 | 23 | 24 | 25 | 26 | 27 | 28 |
| 29 | 30 |    |    |    |    |    |

| Пн | Вт | Ср | Чт | Пт | Сб | Вс |
|    |    | 1  | 2  | 3  | 4  | 5  |
| 6  | 7  | 8  | 9  | 10 | 11 | 12 |
| 13 | 14 | 15 | 16 | 17 | 18 | 19 |
| 20 | 21 | 22 | 23 | 24 | 25 | 26 |
| 27 | 28 | 29 | 30 | 31 |    |    |

| Пн | Вт | Ср | Чт | Пт | Сб | Вс |
|    |    |    |    |    | 1  | 2  |
| 3  | 4  | 5  | 6  | 7  | 8  | 9  |
| 10 | 11 | 12 | 13 | 14 | 15 | 16 |
| 17 | 18 | 19 | 20 | 21 | 22 | 23 |
| 24 | 25 | 26 | 27 | 28 | 29 | 30 |
| 31 |    |    |    |    |    |    |

| Пн | Вт | Ср | Чт | Пт | Сб | Вс |
|    | 1  | 2  | 3  | 4  | 5  | 6  |
| 7  | 8  | 9  | 10 | 11 | 12 | 13 |
| 14 | 15 | 16 | 17 | 18 | 19 | 20 |
| 21 | 22 | 23 | 24 | 25 | 26 | 27 |
| 28 | 29 | 30 |    |    |    |    |

| Пн | Вт | Ср | Чт | Пт | Сб | Вс |
|    |    |    | 1  | 2  | 3  | 4  |
| 5  | 6  | 7  | 8  | 9  | 10 | 11 |
| 12 | 13 | 14 | 15 | 16 | 17 | 18 |
| 19 | 20 | 21 | 22 | 23 | 24 | 25 |
| 26 | 27 | 28 | 29 | 30 | 31 |    |

| Пн | Вт | Ср | Чт | Пт | Сб | Вс |
|    |    |    |    |    |    | 1  |
| 2  | 3  | 4  | 5  | 6  | 7  | 8  |
| 9  | 10 | 11 | 12 | 13 | 14 | 15 |
| 16 | 17 | 18 | 19 | 20 | 21 | 22 |
| 23 | 24 | 25 | 26 | 27 | 28 | 29 |
| 30 |    |    |    |    |    |    |

| Пн | Вт | Ср | Чт | Пт | Сб | Вс |
|    | 1  | 2  | 3  | 4  | 5  | 6  |
| 7  | 8  | 9  | 10 | 11 | 12 | 13 |
| 14 | 15 | 16 | 17 | 18 | 19 | 20 |
| 21 | 22 | 23 | 24 | 25 | 26 | 27 |
| 28 | 29 | 30 | 31 |    |    |    |

## События
- 1618—1683 — маньчжурское завоевание Китая. Процесс распространения власти маньчжурской империи Цин на территорию, принадлежавшую китайской империи Мин[1].
  - 1673—1681 — война саньфань. Восстание трёх китайских вассалов Цинской империи против маньчжурского господства; на стороне восставших выступило также признававшее власть империи Мин государство семьи Чжэн. После подавления восстания маньчжуры установили свою власть над всем материковым Китаем[1].
- 1672—1678 — Голландская война. Военный конфликт, участниками которого были с одной стороны Франция, Англия, Швеция, Кёльн и Мюнстер, а с другой — Голландия, Испания, Габсбургская монархия и Бранденбург[2].
  - 8 января — сражение при Стромболи[3].
  - 22 апреля — сражение у Агосты[3].
  - 2 июня — сражение при Палермо[3].
  - Ноябрь 1676—17 марта 1677 — осада Валансьена[4].
  - Оккупация Бранденбургом Западной Померании с Штеттином и острова Рюген.
- 1675—1678 — Война короля Филипа. Вооружённый конфликт между частью индейских племён северо-восточной части Северной Америки, с одной стороны, и английскими колонистами Новой Англии, а также их индейскими союзниками с другой[5].
- 1675—1679 — Датско—шведская война (Война за Сконе)[6].
  - 1675—1679 — восстание <<вольных стрелков>>. Вооружённое восстание против шведского владычества в областях Сконе, Блекинге и Халланд[7].
  - Подавлено восстание населения провинции Сконе, против шведского господства[6].
  - Остановлено датское вторжение из Норвегии в направлении Гётеборга и в Емтланде[6].
  - 25—26 мая — морское Ясмундское сражение[8].
  - 1 (11) июня — морское Эландское сражение[9].
  - 17 августа — сражение при Хальмстаде[10].
  - 4 декабря —  битва при Лунде, завершившаяся решительной победой шведской армии[6].
- Восстание фермеров в Виргинии во главе с Натаниелом Бэконом против английских колониальных властей.

### Речь Посполитая
- 1672—1676 — окончание Польско—турецкой войны[11].
  - Начало года — турецкие войска в союзе с Крымским ханством двинулись на Львов[11].
  - 24 сентября — битва под Войниловом[11].
  - 25 сентября—14 октября — битва под Журавно[12].
  - Осень — под г. Журавно польско-литовское и турецко-крымское войска, истощив силы, заключили мирный договор, подтвердивший положения Бучачского договора 1672 года, но Сейм Речи Посполитой вновь, как и в 1673 году, не подтвердил его, чем создал предпосылки к возобновлению военных действий[11].
  - 17 октября — Журавинский мир между Речью Посполитой и Османской империей[13].

## Русское царство
Царствование: 1645—1676 — Алексей Михайлович и 1676—1682 — Фёдор Алексеевич (с февраля)

### Правление Алексея Михайловича
- 1667—1676 — подавлено Соловецкое восстание[14].
  - 22 января (1 февраля) — монах Соловецкого монастыря Феоктист вышел из обители и указал стрельцам тайный проход. Отряд стрельцов проник и взял крепость-монастырь[14].
  - Командир отряда стрельцов, стольник И.А. Мещеринов казнил около 500 осаждённых монахов. Впоследствии монастырь был заселён новой братией. Монахи, покинувшие Соловецкий остров во время осады, повлияли на укрепление старообрядчества в Поморье[14].
- Паломничество Алексея Михайловича, Фёдора Алексеевича, Ивана V и царевны Софьи Алексеевны в Троице-Сергиев монастырь[15].
- Алексей Михайлович перед своей смертью назначил Долгорукова Юрия Алексеевича опекуном сына — будущего царя Фёдора Алексеевича, но фактически опеку осуществлял его сын Долгоруков Михаил Юрьевич, являвшийся другом Фёдора Алексеевича[16].
- 29 января (8 февраля) — умер царь Алексей Михайлович[17].

### Правление Фёдора Алексеевич
- Ночь с 29 января (8 февраля) на 30 января (9 февраля) — приведение (комиссия Одоевский Яков Никитич, Одоевский Никита Иванович, Козловский Григорий Афанасьевич) московский и прочих чинов к присяге царю Фёдору Алексеевичу[15].
- 1676—1681 — Русско—турецкая война[18]. 
  - П.Д. Дорошенко с 12-тысячным отрядом захватил гетманскую столицу Чигирин, рассчитывая на поход турецко-татарского войска[18].
  - Весна — русское войско под командованием Г.Г. Ромодановского совместно с казаками под командованием И.С. Самойловича осадили Чигирин[18].
  - 23 июля (2 августа) — П.Д. Дорошенко капитулировал[18].
  - Совместный поход Запорожского войска под командованием И.С. Самойловича и русского войска под командованием Г.Г. Ромодановского на Правобережную Украину[19].
- 18 (28) июня — венчан на царство Фёдор III Алексеевич[17].
- Консервативно настроенные бояре Ю.А. Долгоруков, Б.М. Хитрово и И.М. Милославский способствовали закрытию придворного театра в селе Преображенском, открытое Алексеем Михайловичем в 1672 году[17].
- Родственники второй супруги царя Алексея Михайловича царицы Натальи Кирилловны Нарышкиной были удалены от царского двора, а глава клана Нарышкиных боярин А.С. Матвеев сперва попал в опалу и направлен воеводой в Верхотурье, но вскоре обвинён в колдовстве и распространении "чёрных книг", лишён чинов и земель (частично возвращены в 1682 году) и отправлен в ссылку под стражу, сперва в Казань, а потом в Пустоозёрск (1676-1680)[17][20].
  - 11 (21) июня — Милославский Иван Богданович, 1-й воевода Казани, огласил приговор Матвееву А.С[21].
- Лето — Никон (бывший патриарх) сосланный в 1667 году в Ферапонтов монастырь, переведён в Кирилло-Белозёрский монастырь с ужесточением условий содержания, где принял схиму без перемены имени[22].
- Пожалован боярством Голицын Василий Васильевич. Получил почётный дипломатический титул наместника черниговского и отправлен на Украину, как личный представитель царя Фёдора Алексеевича при русском войске[23].
- 1676—1680 — Хитрово Богдан Матвеевич пожалован чином дворецкий[24].
- Башмаков Дементий Минич, думный дьяк (с 1664) пожалован еще и в Печатники (1676-1701)[25].
- Пожалован окольничеством: Троекуров Иван Борисович[26], Матюшкин Пётр Иванович, Милославский Матвей Богданович[27].
- Пожалованы боярством: Милославский Иван Михайлович[28], Голицын Василий Васильевич, Урусов Пётр Семёнович, Одоевский Юрий Михайлович, Прозоровский Пётр Михайлович, Стрешнев Родион Матвеевич, Хитрово Иван Богданович[29], Голицын Иван Андреевич[30].
- Местничество: 
  - Кобяков Леонтий Никитич и Дмитриев Михаил Михайлович (первый раз в 1668 году)[31].
  - Свиньин Смирной Григорьевич и Козловский Иван Михайлович[31].
  - Кобяков Григорий Леонтьевич и Кольцов-Масальский Иван Михайлович (1676-1677)[31].
  - Ляпунов Лука Владимирович и Козловский Григорий Афанасьевич[31].

### Города и поселения
- Осташковская крепость и посад уничтожены пожаром[32].
- Енисейск получил статус областного города.
- Первое упоминания Ольвиополя (Первомайска).
- 1676—1680 — крепость Новый Оскол неоднократно подвергалась набегам крымских татар[33].
- В Окладной книге впервые упоминается село Клепиково (сов. г. Спас-Клепики)[34].
- Впервые упоминается деревня Липня (сов. г. Навашино)[35].

### Руководители приказов[36]
| Года      | Приказ                  | Ф,И,О главы                  | Примечания                       |
| --------- | ----------------------- | ---------------------------- | -------------------------------- |
| 1676—1677 | Пушкарский приказ       | Голицын Василий Васильевич   |                                  |
| 1676—1680 | Посольский приказ       | Иванов Ларион Иванович       | Думный дьяк                      |
| 1654—1680 | Оружейная палата        | Хитрово Богдан Матвеевич     |                                  |
| 1664—1680 | Большого дворца         | Хитрово Богдан Матвеевич     |                                  |
| 1664—1680 | Судный дворцовый приказ | Хитрово Богдан Матвеевич     |                                  |
| 1671—1680 | Костромская четверть    | Хитрово Богдан Матвеевич     |                                  |
| 1670-1676 | Иноземский приказ       | Троекуров Иван Борисович     |                                  |
| 1670-1676 | Рейтарский приказ       | Троекуров Иван Борисович     |                                  |
| 1676-1680 | Большого прихода        | Милославский Иван Михайлович | Назначен после опалы (1675-1676) |
| 1676-1682 | Большой казны           | Милославский Иван Михайлович | Боярин                           |
| 1676-1680 | Сыскной приказ          | Долгоруков Юрий Алексеевич   | Первый раз:1648-1654             |
| 1676-1680 | Хлебный приказ          | Долгоруков Юрий Алексеевич   |                                  |
| 1676-1680 | Устюжская четверть      | Долгоруков Юрий Алексеевич   |                                  |
| 1676-1682 | Стрелецкий приказ       | Долгоруков Юрий Алексеевич   |                                  |
| 1672-1680 | Казанского дворца       | Долгоруков Михаил Юрьевич    |                                  |
| 1676-1689 | Аптекарский приказ      | Одоевский Никита Иванович    |                                  |
| 1668-1676 | Монастырский приказ     | Заборовский Семён Иванович   | Думный дворянин                  |
| 1676-1701 | Печатный приказ         | Башмаков Дементий Минич      | Думный дьяк и печатник           |

#### Воеводы[41]
| Года      | Город           | Ф,И,О воеводы                   | Примечания                         |
| --------- | --------------- | ------------------------------- | ---------------------------------- |
| Июль 1676 | Албазин         | Толбузин Фадей Ларионович       | В Иркутском и Албазинском острогах |
| С 29 июля | Албазин         | Толбузин Алексей Ларионович     | В Иркутском и Албазинском острогах |
| 1676-1677 | Арзамас         | Золотарёв Мирон Иванович        |                                    |
| 1676-1677 | Астрахань       | Щербатов Константин Осипович    | Окольничий                         |
| 1675-1677 | Балахна         | Поздеев Матвей                  |                                    |
| 1674-1676 | Баргузинск      | Несвитаев Богдан                |                                    |
| 1676-1678 | Баргузинск      | Лисовский Самойла Александрович | Стрелецкий и казачий голова        |
| 1673-1676 | Берёзов         | Агарёв Евсей Григорьевич        | Стольник                           |
| 1676-1681 | Берёзов         | Гагарин Василий Михайлович      | Стольник                           |
| 1676-1678 | Борисов         | Белой Максим                    | Ружейник рейтарского строя         |
| 1671-1684 | Братский острог | Перфирьев Иван                  | Енисейский сын боярский            |
| 1676      | Белёв           | Желтухин Леонтий Григорьевич    |                                    |

## Начало правления
См. также: Список глав государств в 1676 году
- 1676—1689 — папа римский Иннокентий XI (1611—1689).

## Наука
- Датский астроном Оле Рёмер первым измерил скорость света.

## Родились
См. также: Категория:Родившиеся в 1676 году

## Скончались
См. также: Категория:Умершие в 1676 году
- 8 февраля — Алексей Михайлович, русский царь.
- 22 июля — папа римский Климент Х.